# Головач, Андрей Владимирович
Андрей Владимирович Голова́ч (род. 27 июня 1969, Донецк) — генерал-полковник налоговой милиции, директор Института предпринимательства и права частного высшего учебного заведения Донецкого университета экономики и права, доктор юридических наук, заслуженный юрист Украины, академик наук Национальной Академии Наук Высшего Образования Украины, адвокат
Занимал должность первого заместителя Главы Государственной Налоговой Службы Украины с декабря 2012 по апрель 2014 годов

## Биография
Родился 27.06.1969 года в г. Донецк.

### Образование
Образование В 1984 году окончил 8 классов средней школы № 9, г. Донецка, с отличием
В 1986 году окончил Киевское суворовское военное училище
В 1990 году — Донецкое высшее военно-политическое училище, факультет связи с золотой медалью.
В 1996 году — Донецкий государственный университет, специальность — экономист.
В 2000 году — Национальная академия внутренних дел Украины, специальность — правоведение.
В 2004 году защитил кандидатскую диссертацию и получил звание кандидата юридических наук.
В 2011 году защитил докторскую диссертацию на тему «Административно-правовой статус руководителя в органах государственной налоговой службы Украины» и получил звание доктора юридических наук.

### Карьера
С 1990 года по 1995 год проходил службу на должностях офицерского состава в Вооружённых силах СССР и Вооружённых силах Украины.
С 1995 года по 2002 год служба на руководящих должностях в УБОП  МВД Украины в Донецкой области. В налоговой милиции ГНС Украины работает с 2002 по 2012 гг. И занимает руководящие должности в указанной службе, а именно:
С февраля по июнь 2002 года — первый заместитель начальника УНМ ГНА в Запорожской области.
С июня 2002 года по ноябрь 2009 года возглавлял управление налоговой милиции ГНА в Днепропетровской области.
С марта по декабрь 2010 — первый заместитель начальника налоговой милиции - начальник Главного управления налоговой милиции ГСН Украины.
С 25 декабря 2010 года назначен на должность первого заместителя Главы Государственной налоговой службы Украины - начальника налоговой милиции.
С сентября 2012 по сентябрь 2013 возглавлял Координационный совет руководителей органов налоговых (финансовых) расследований стран СНГ.
В ноябре 2013 года по инициативе Головача А.В. в Стамбуле, Турция прошел 1-й Форум руководителей финансовых полиций мира в работе которого приняли участие более 50 руководителей разных стран  .
С 2018 года работает директором Института предпринимательства и права частного высшего учебного заведения Донецкого университета экономики и права . Также является практикующим адвокатом.

### Профессиональная деятельность
Под руководством Андрея Головача налоговая милиция ГНС Украины отказалась от проверок малого и среднего бизнеса, сосредоточив свое внимание на крупных предприятиях и бизнес-группах.
Весной 2012 года налоговая милиция Украины отказалась от использования так называемых «масок-шоу» - специальным подразделениям налоговой милиции запретили использовать защитные маски во время операций  , по мнению Андрея Головача - это свидетельствует о максимальной прозрачности и открытости деятельности налоговой милиции.
Одним из главных достижений налоговой милиции ГНС Украины в 2012 году стала почти полная детенизация рынка алкоголя. По оценкам экспертов, в течение года доля теневого рынка алкоголя уменьшилась с 20% до 6%.
В сентябре 2012 года Андрей Головач возглавил Координационный Совет руководителей органов налоговых (финансовых) расследований стран СНГ. Это произошло во время заседания КСОНР в Одессе. На этом заседании налоговая милиция Украины выступила с рядом инициатив. В частности, о создании единой международной базы данных экономических преступников и о создании экономического Интерпола для оперативного обмена информацией между налоговыми милиционерами разных стран.
Головач является идеологом создания в Украине финансовой полиции. В 2013 году по его инициативе был рассмотрен проект закона «О службе финансовых расследований Украины (финансовая полиция)» 
Продолжает принимать участие в международных научно-практических конференциях и научных мероприятиях Украины. Является автором и соавтором более 100 научных публикаций в сфере административного, уголовного права и криминологии. Соавтор научно-практических комментариев к Уголовному кодексу Украины и кодексу Украины "Об административных правонарушениях", Закона Украины "О судоустройстве и статусе судей"
6 декабря 2024 года по итогам конкурса в рамках международной научной программы «Научная элита Украины» удостоен почетного звания «Ученый года» и награжден орденом «Ученый года» 

## Семья
Жена — Головач Светлана Сергеевна. Заслуженный тренер Украины по синхронному плаванию. Воспитала победителей и призеров Чемпионатов Мира, Европы и Украины. Частный предприниматель.

## Незаконные уголовные преследования Андрея Головача
Незаконное криминальное преследование продолжалось более 7 лет (с 2016 по 2023 г.г.) По версии обвинения Андрей Головач, подписав в 2012 году сопроводительное письмо, с которым в Государственную казначейскую службу направлялись реестры на возмещение НДС, якобы принял участие в завладении бюджетными средствами в размере более 200 млн. гривен .
После задержания было арестовано имущества Андрея Головача в частности движимое и недвижимое имущество. Позже арест был снят и подтверждена легальность имущества. Андрей Лысенко, спикера ГПУ, подтвердил эту информацию: "В ходе следствия проверены основания и обстоятельства приобретения в собственность движимого и недвижимого имущества бывшим заместителем председателя ГНС Украины и членами его семьи. Оснований для привлечения их к уголовной ответственности не установлено" — заявил А. Лысенко.
5 ноября 2021 Киевский апелляционный суд отменил приговор Головачу, заявив, что он «признал вину под давлением». Но, ознакомившись с материалами дела сторона защиты установила, что Андрей Головач не давал никаких показаний о признании себя виновным в каких-либо преступлениях, не сообщал о совершении преступлений любыми лицами. При, этом Головача неоднократно доставляли к военным прокурорам без проведения процессуальных действий .
В результате Постановлением прокурора Специализированной антикоррупционной прокуратуры от 22.06.2023 уголовное производство в отношении Андрея Головача было закрыто на основании п.3 ч.1 ст.284 УПК Украины. Указанное постановление было обжаловано в Высшем антикоррупционном суде, который признал его законным. Андрей Головач доказал свою невиновность и был полностью реабилитирован .

## Звания и медали
- Доктор юридических наук
- Медаль «За безупречную службу» III степени[18]
- Почетное звание «Заслуженный юрист Украины»[19]
- Почетный работник ГНС Украины